# Massacre des Dominicains d'Arcueil
 (octobre 2021).
Le Massacre des Dominicains d'Arcueil est un épisode de la semaine sanglante de la Commune de Paris où cinq dominicains du couvent d'Arcueil et leurs employés furent arrêtés le 19 mai 1871, soupçonnés d'aider les troupes versaillaises, et tués le 25 mai 1871.

## Contexte
En 1863, le père Eugène Captier, prieur du Collège d'Oullins de 1853 à 1863, est chargé par le Tiers-ordre enseignant de Saint-Dominique de fonder un collège à Arcueil, dans l’ancienne propriété de Claude Berthollet, qui deviendra le collège Albert-le-Grand.
Le 17 mai 1871, à la suite d'un incendie, les Dominicains sont soupçonnés de venir en aide aux troupes versaillaises en signalant les positions communardes,. Les soupçons, dont les fondements ne purent jamais être prouvés, s'accumulent alors que les Fédérés voient leur position s'affaiblir face aux Versaillais.

## Déroulement

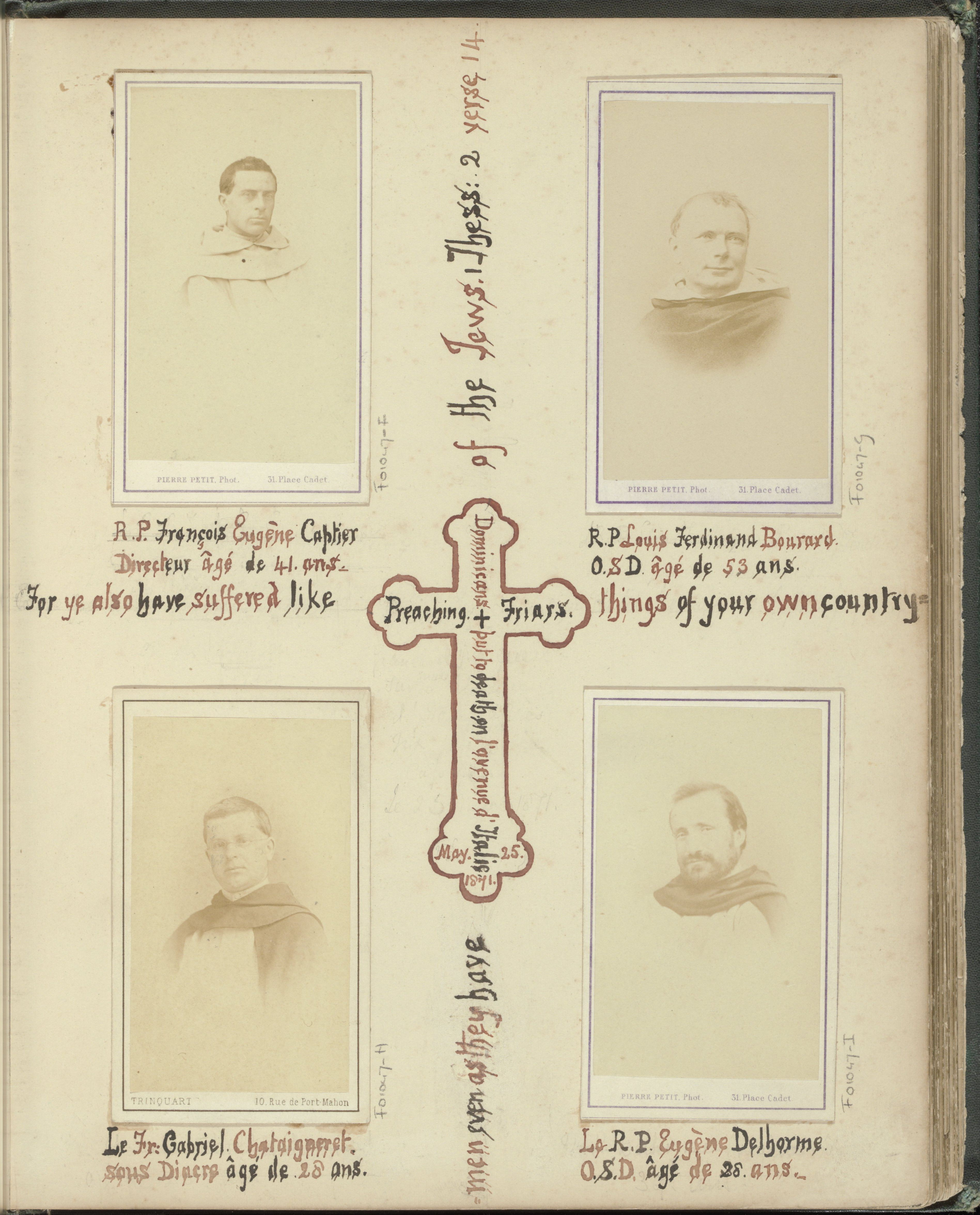
Les pères Captier, Bourard, Delhorme et Chataigneret

Le 19 mai, les religieux, ainsi que des professeurs et des domestiques, sont arrêtés et incarcérés au fort de Bicêtre.
Les 26 prisonniers, réunis dans une grande salle, dorment sur la paille à même le sol, privés de nourriture dès le 22 mai. Deux enfants sont malgré tout éloignés, et deux domestiques étrangers laissés libres, laissant encore vingt-et-un prisonniers aux mains des insurgés.
Alors que les Fédérés se replient sur Paris, le 25 mai, un peloton du 185e bataillon fait sortir les prisonniers qui s'avancent vers Paris. Dans les environs du cimetière du Champ des Navets (aujourd'hui le cimetière parisien d'Ivry), le Père Rousselin parvient à s'enfuir. Le convoi s'avance malgré tout jusqu'à la porte de Fontainebleau et rentre dans Paris par la porte de Choisy.
Ils sont incarcérés à la prison disciplinaire du neuvième secteur, au 38 avenue d’Italie. Vers seize heures, le colonel Sérizier leur donne l'ordre de sortir un à un[source insuffisante], le père Captier lance alors « Allons, mes amis pour le bon Dieu ! ». Ils sont abattus,.
Les victimes sont les pères Captier, Bourard, Delhorme, Cottrault et Chataigneret[source insuffisante], et huit laïcs du collège : les professeurs Louis Gauquelin, François-Hermand Voland et Germain-Joseph Petit, ainsi que les domestiques Aimé Gros, Antoine Marce, Marie-Joseph Cheminal, François Dintroz, et Théodore Cathala.

## Recherche des coupables
Isidore Louis Boin, accusé d'avoir livré les victimes, fut condamné à mort par le tribunal militaire le 17 février 1872 et exécuté le 25 mai.